# Origem das aves

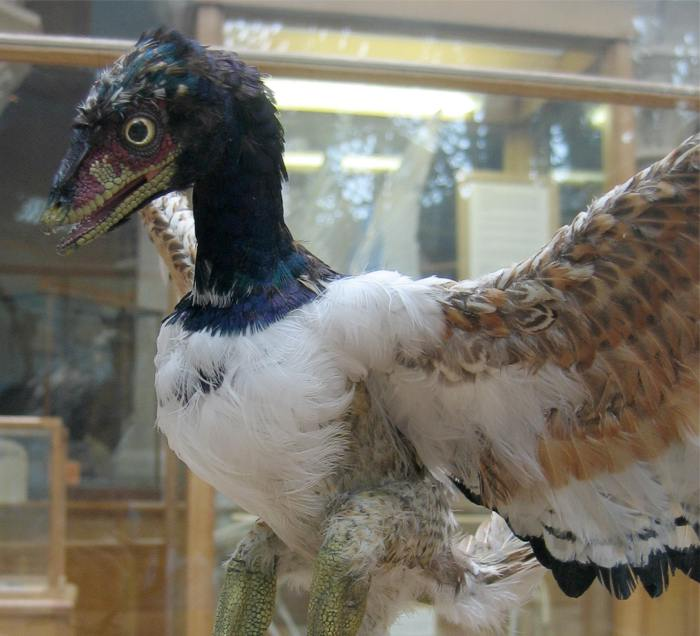
Um modelo do Archaeopteryx lithographica em exibição no Museu de História Natural da Universidade de Oxford.

A origem das aves foi um tópico controverso dentro da biologia evolutiva por muitos anos, porém mais recentemente surgiu um consenso científico de que as aves são um grupo de dinossauros terópodes que evoluíram na era mesozoica. Uma relação íntima entre aves e dinossauros foi inicialmente proposta no século XIX após a descoberta da ave primitiva Archaeopteryx na Alemanha, que foi confirmada desde a década de 1966 pela anatomia comparativa e pelo método de análise cladístico de relações evolucionárias. A descoberta progressiva de fósseis de dinossauros emplumados na província de Liaoning na China deu nova luz ao assunto tanto para especialistas quanto para o público em geral. No sentido filogênico, as aves são dinossauros.
As aves compartilham centenas de características do esqueleto com os dinossauros, especialmente com as derivadas dos terópodes maniraptoranos como os dromeossaurídeos, que a maioria das análises mostra serem seus parentes próximos. Ainda que difícil de identificar no registro fóssil, as similaridades nos sistemas digestivo e cardiovascular, assim como similaridades comportamentais e a presença comum de penas, também ligam as aves aos dinossauros. A descoberta de tecidos macios fossilizados de Tyrannosaurus rex permitiu a comparação da anatomia celular e da sequência das proteínas do colágeno, e ambos ofereceram evidências adicionais corroborando a relação dinossauro-ave.
Apenas alguns cientistas ainda debatem a origem "dinossauriana" das aves, sugerindo descendência de outros tipos de répteis arcossauros. Até entre aqueles que apoiam a ancestralidade dinossauriana, a exata posição filogênica das primeiras aves dentro dos terópodes permanece controversa. A origem do voo das aves é uma questão separada, mas relacionada, para a qual há também várias respostas propostas.

## História investigativa

### Huxley, oArchaeopteryxe pesquisa inicial

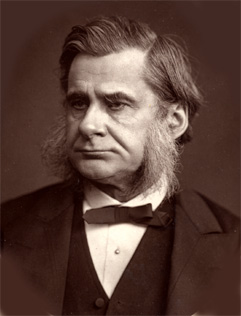
Thomas Henry Huxley (1825-1895).

A investigação científica da origem das aves começou logo depois da publicação em 1859 de A Origem das Espécies de Charles Darwin, o livro que descreveu sua teoria da evolução pela seleção natural. Em 1860, uma pena fossilizada foi descoberta em um depósito calcário do Jurássico Superior em Solnhofen, na Alemanha. Christian Erich Hermann von Meyer descreveu esta pena como Archaeopteryx lithographica no ano seguinte, e Richard Owen descreveu um esqueleto quase completo em 1863, reconhecendo-o como uma ave, apesar de muitas características lembrarem répteis, inclusive unhas nos membros dianteiros e uma longa cauda óssea.
O biólogo Thomas Henry Huxley, conhecido como  "O Buldogue de Darwin" por seu feroz apoio à nova teoria da evolução, quase imediatamente definiu o Archaeopteryx como um fóssil de transição entre aves e répteis. Começando em 1868, Huxley fez comparações detalhadas do Archaeopteryx com vários répteis pré-históricos e julgou que ele era muito similar a dinossauros como o hipsilofodonte e o compsognato. A descoberta no final da década de 1870 do icônico "espécime de Berlim" do Archaeopteryx completo com um conjunto de dentes reptilianos, forneceu mais evidências. Huxley foi o primeiro a propor uma relação evolutiva entre aves e dinossauros, embora ele tivesse a oposição do muito influente Owen, que permanecia um sólido criacionista. As conclusões de Huxley foram aceitas por muitos biólogos, inclusive pelo barão Franz Nopcsa, enquanto outros, notavelmente Harry Govier Seeley, argumentaram que as similaridades eram devidas à convergência evolutiva.

### Heilmann e a hipótese tecodonte
Uma virada ocorreu no começo do século XX com o trabalho de Gerhard Heilmann da Dinamarca. Artista por ocupação, Heilmann tinha um interesse erudito pelas aves e de 1913 a 1916 ele publicou os resultados de sua pesquisa em várias partes, tratando da anatomia, embriologia, comportamento, paleontologia e evolução das aves. Seu trabalho, originalmente escrito em dinamarquês sob o título Vor Nuvaerende Viden om Fuglenes Afstamning, foi compilado, traduzido para o inglês e publicado em 1926 sob o título The Origin of Birds (A Orgiem das Aves).
Como Huxley, Heilmann comparou o Archaeopteryx e outras aves com uma exaustiva lista de répteis pré-históricos, ele também chegou à conclusão que dinossauros terópodes como o Compsognato eram os mais similares. No entanto, Heilmann notou que as aves possuíam clavículas fundidas para formar um osso chamado fúrcula, e enquanto as clavículas eram conhecidas nos répteis mais primitivos, elas ainda não tinham sido identificadas nos dinossauros. Visto que ele acreditava firmemente no princípio de Dollo, que afirma que a evolução não é reversível, Heilmann não poderia aceitar que as clavículas foram perdidas nos dinossauros e se desenvolveram novamente nas aves. Ele foi então forçado a rejeitar os dinossauros como ancestrais das aves e relacionou todas as suas similaridades à convergência evolutiva. Heilmann afirmou que em vez disso, os ancestrais das aves seriam encontrados entre a classe de répteis mais primitiva "tecodonte". A descrição extremamente completa de Heilmann assegurou que seu livro se tornasse um clássico no campo e suas conclusões sobre as origens das aves, como a maioria dos outros tópicos, foram aceitas por quase todos os biólogos evolucionários pelas quatro décadas seguintes.
As clavículas são ossos relativamente delicados e então há o perigo de serem destruídos ou pelo menos danificados antes de serem identificados. Apesar disso, clavículas foram encontradas em dinossauros terópodes antes que Heilmann escrevesse seu livro, mas não foram reconhecidas. A ausência de clavículas nos dinossauros se tornou a opinião ortodoxa apesar da descoberta de clavículas no terópode primitivo Segisaurus em 1936. O próximo registro de clavículas em um dinossauro ocorreu em 1983, e foi um artigo russo publicado antes do final da Guerra Fria.
Contrário ao que Heilmann acreditava, os paleontólogos agora aceitavam as que clavículas e na maioria dos casos as fúrculas são uma característica padrão não apenas dos terópodes, mas também dos dinossauros saurísquios. Até o final de 2007 fúrculas fossilizadas (ou seja, feitas de ossos e não de cartilagem) foram encontradas em quase todos os tipos de terópodes exceto nos mais basais, Eoraptor e Herrerasaurus. O registro original de uma fúrcula no terópode primitivo Segisaurus (1936) foi confirmado por uma nova análise em 2005. Além disso, clavículas em forma de fúrculas também foram encontradas no Massospondylus, um sauropodomorfo do Jurássico Inferior.

### Ostrom,Deinonychuse a renascença dinossauro

A similaridade dos membros dianteiros do Deinonychus (esquerda) e do Archaeopteryx (direita) levaram John Ostrom a renovar a ligação entre dinossauros e aves.

A maré começou a se voltar contra a hipótese "tecodonte" após a descoberta em 1964 de um novo dinossauro terópode em Montana, Estados Unidos. Em 1969, este dinossauro foi descrito e batizado de Deinonychus por John Ostrom da Universidade Yale. No ano seguinte, Ostrom descreveu novamente um espécime de Pterodactylus no Museu Teyler de Haarlem nos Países Baixos como outro esqueleto de Archaeopteryx. O espécime consistia principalmente de uma única asa e sua descrição conscientizou Ostrom das similaridades entre os pulsos do Archaeopteryx e do Deinonychus.
Em 1972, o paleontólogo britânico Alick Walker formou a hipótese de que as aves apareceram não de ancestrais "tecodontes", mas de ancestrais crocodilianos como o Sphenosuchus. Os trabalhos de Ostrom com terópodes e aves primitivas levou-o a responder com uma série de publicações na metade da década de 1970 onde ele mostrava as muitas similaridades entre aves e dinossauros terópodes, ressuscitando as ideias inicialmente produzidas por Huxley um século antes. A identificação de Ostrom da ancestralidade dinossauriana das aves, junto com outras novas ideias sobre metabolismo, níveis de atividade e cuidado paterno dos dinossauros, iniciou o que é conhecido como "renascença dinossauro", que começou na década de 1970 e continua até hoje.
As revelações de Ostrom também coincidiram com a adoção crescente da sistemática filogênica (cladística), que começou na década de 1960 com o trabalho de Willi Henning. A cladística é um método de organizar espécies baseado estritamente em sua relações evolucionárias, usando uma análise estatística de suas características anatômicas. Na década de 1980, a metodologia cladística foi aplicada à filogenia dos dinossauros pela primeira vez por Jacques Gauthier e outros, mostrando inequivocamente que as aves eram um grupo derivado dos dinossauros terópodes. As análises iniciais sugeriram que terópodes dromaeossaurídeos como o Deinonychus eram particularmente parentes próximos das aves, um resultado que fora corroborado muitas vezes anteriormente.

### Pesquisa moderna e dinossauros emplumados da China

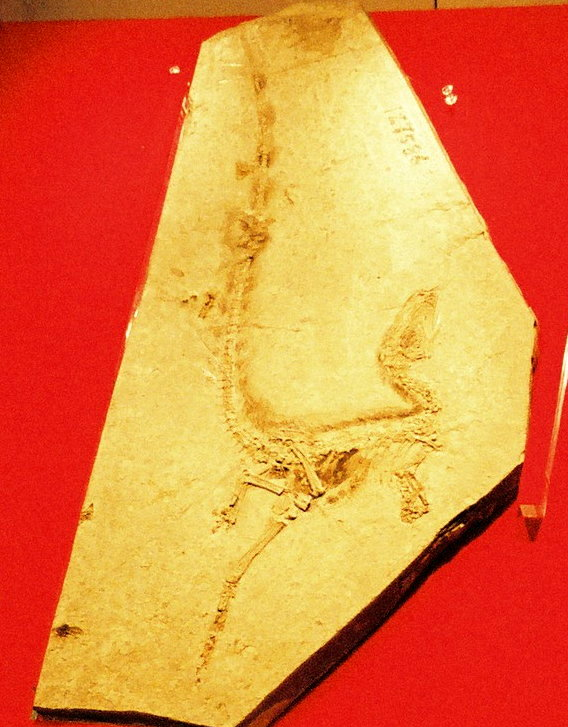
Fóssil do Sinosauropteryx prima.

O começo da década de 1990 viu a descoberta de fósseis de aves espetacularmente preservados em várias formações geológicas do Cretáceo inferior na província de Liaoning no nordeste da China. Em 1996, paleontólogos chineses descreveram o Sinosauropteryx como um novo gênero de ave , a partir de um fóssil da formação Yixian, mas este animal foi rapidamente identificado como um dinossauro terópode parente próximo do Compsognathus. Surpreendentemente, seu corpo era coberto por longas estruturas filamentosas. Estas estruturas foram chamadas de "protopenas" e consideradas homólogas às penas mais avançadas das aves, embora alguns cientistas discordem dessa avaliação. Cientistas chineses e norte-americanos descreveram o Caudipteryx e o Protarchaeopteryx logo depois. Baseando-se nas características dos esqueletos, estes animais eram dinossauros que não eram aves, mas seus resquícios de furos de penas completamente formadas são muito parecidos com os das aves. O Archaeoraptor, descrito sem a análise de um especialista em um artigo de 1999 da National Geographic, mostrou-se ser uma falsificação contrabandeada, mas restos legítimos continuam a ser extraídos de Yixian, legal e ilegalmente. Penas ou "protopenas" foram encontradas numa ampla variedade de terópodes em Yixian, e as descobertas de dinossauros extremamente parecidos com aves, assim como de aves primitivas parecidas com dinossauros, encerrou quase inteiramente a lacuna morfológica entre terópodes e aves.
Uma pequena minoria, incluindo os ornitologistas Alan Feduccia e Larry Martin, continuam a afirmar que em vez disso as aves são descendentes dos antigos arcossauros, tais como o Longisquama ou o Euparkeria. Estudos embriológicos da biologia do desenvolvimento das aves têm despertado dúvidas sobre a homologia digital dos membros dianteiros das aves e dos dinossauros. Todavia, devido à evidência convincente fornecida pela anatomia comparativa e pela filogenética, assim como os surpreendentes fósseis de dinossauros emplumados da China, a ideia de que as aves são derivadas dos dinossauros, primeiramente defendida por Huxley e depois por Nopcsa e Ostrom, desfruta de um apoio quase unânime entre os paleontólogos atuais.

## Filogenia
O Archaeopteryx historicamente tem sido considerado como a primeira ave, ou Urvogel. Ainda que novas descobertas fósseis tenham eliminado a lacuna entre os terópodes e o Archaeopteryx, assim como a lacuna entre o Archaeopteryx e as aves modernas, taxonomistas filogenéticos, mantendo a tradição, quase sempre usam o Archaeopteryx como o modelo para ajudar a definir as aves. As aves tem sido mais raramente definidas como um clado consistindo apenas das aves modernas. Quase todos os paleontólogos consideram as aves como dinossauros terópodes celulossaurianos. Dentro da infraordem Coelurosauria, várias análises cladísticas têm encontrado apoio para um clado chamado Maniraptora, consistindo dos Therizinosauroidea, Oviraptorosauria, Troodontidae, Dromaeosauridae e das aves. Destes, os dromeossaurídeos e os troodontídeos são geralmente unidos no clado Deinonychosauria, que é um grupo irmão das aves (juntos formando o clado-nó Eumaniraptora) dentro do clado-tronco Paraves.
Outros estudos têm proposto filogenias alternativas nas quais certos grupos de dinossauros que não são geralmente considerados como relacionados com as aves são sugeridos como tendo evoluído de ancestrais relacionados às aves. Por exemplo, uma análise de 2002 incluiu oviraptossauros como sendo aves basais. Alvarezsaurídeos, conhecidos da Ásia e das Américas, têm sido de diversas maneiras classificados como maniraptoranos basais, paravianos, no táxon irmão Ornithomimosauria, assim como aves primitivas especializadas. O gênero Rahonavis, originalmente descrito como uma ave primitiva, foi identificado como um dromaeossaurídeo não relacionado às aves em vários estudos. Sugere-se que os dromaeossaurídeos e os troodontídeos estão situados dentro das aves e não fora dele.

## Características ligando aves e dinossauros
Mais de uma centena de características anatômicas distintas são compartilhadas por aves e dinossauros terópodes. Algumas das similaridades mais interessantes são tratadas a seguir.

### Penas

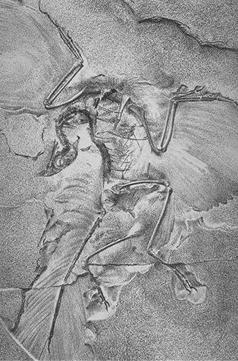
O Archaeopteryx de Berlim, 1881.

O Archaeopteryx, o primeiro bom exemplo de "dinossauro emplumado", foi descoberto em 1861. O espécime inicial foi encontrado no depósito de pedra calcária de Solnhofen no sul da Alemanha, uma formação geológica rara e fora do comum conhecida por seus fósseis admiravelmente detalhados. O Archaeopteryx é um fóssil de transição, com características claramente intermediárias entre aquelas dos répteis modernos e das aves. Descoberto apenas dois anos após a seminal obra A Origem das Espécies de Darwin, sua revelação estimulou o debate nascente entre os proponentes da biologia evolutiva e do criacionismo. Esta ave primitiva é tão parecida com os dinossauros que, sem uma clara impressão das penas na rocha que a cerca, pelo menos um espécime foi descrito de forma equivocada como Compsognathus.
Desde a década de 1990, vários dinossauros emplumados adicionais foram encontrados, fornecendo evidencias mais fortes do relacionamento próximo entre os dinossauros e as aves modernas. A maioria destes espécimes foi escavada na província de Liaoning, no nordeste da China, que foi parte de uma ilha continente durante o Cretáceo. Apesar de as penas terem sido encontradas no depósito da formação Yixian e em poucos outros lugares, é possível que dinossauros não relacionados às aves em outros lugares do mundo fossem também emplumados. A falta de evidências fósseis frequentes de dinossauros não relacionados às aves emplumados deve ser devida ao fato de que características delicadas como pele e penas não são frequentemente preservadas pela fossilização e dessa forma estão ausentes no registro fóssil.
Um desenvolvimento recente no debate centrados em torno da descoberta de impressões de "protopenas" envolve muitos fósseis de dinossauros. Estas protopenas sugerem que tiranossaurídeos podem ter sido emplumados. Contudo, outros declaram que estas protopenas são simplesmente o resultado da decomposição do colágeno que fortalecia o tegumento dos dinossauros.

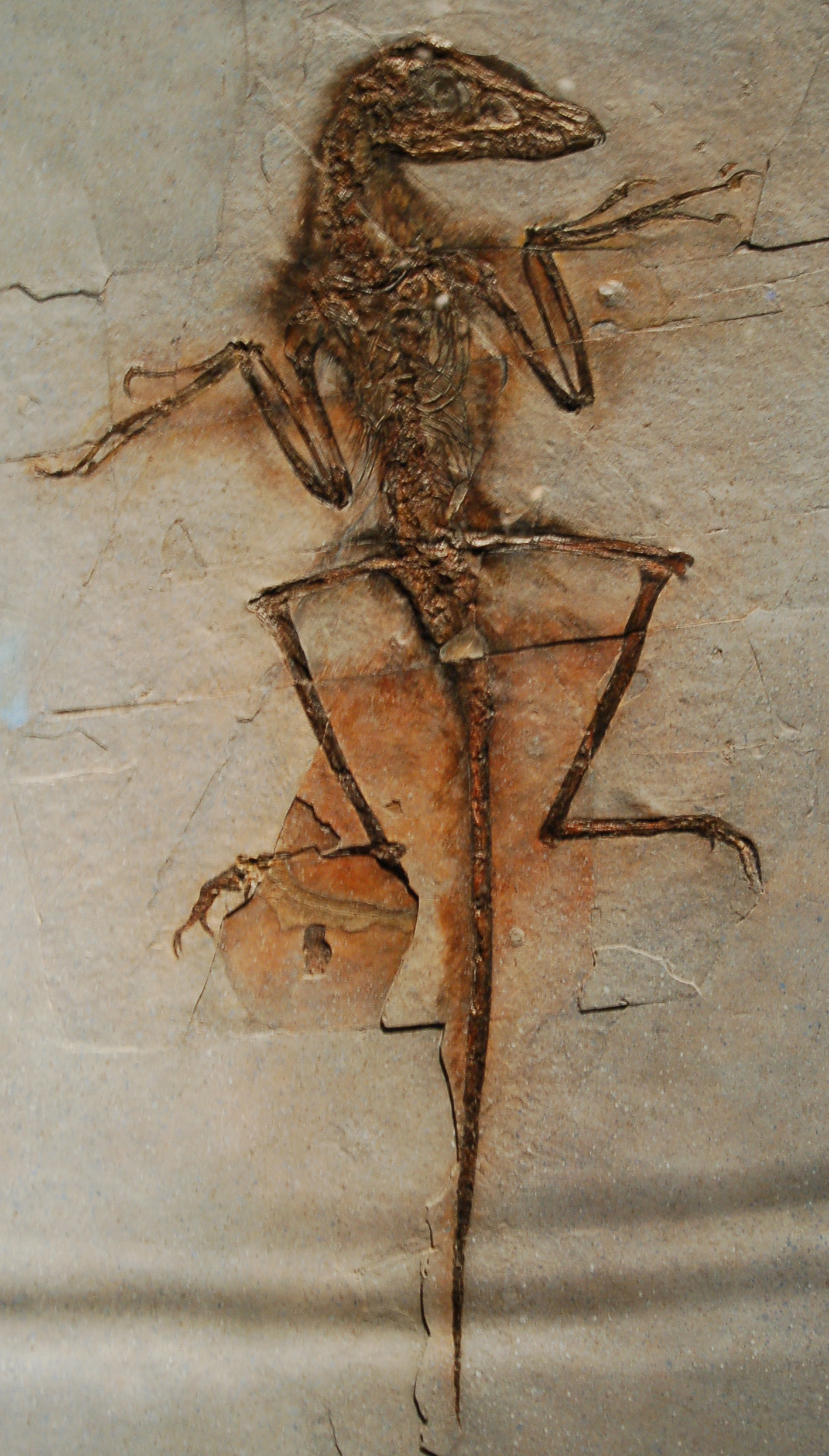
Fóssil NGMC 91, um provável espécime do Sinornithosaurus.

Os dinossauros emplumados descobertos até aqui incluem Beipiaosaurus, Caudipteryx, Dilong, Microraptor, Protarchaeopteryx, Shuvuuia, Sinornithosaurus, Sinosauropteryx e Jinfengopteryx, junto com aves semelhantes a dinossauros, tal como Confuciusornis, que são anatomicamente mais próximas das aves modernas. Todos eles foram encontrados na mesma área e formação, no norte da China. A família Dromaeosauridae, em particular, parece ter sido bastante emplumada e pelo menos um dromaeossaurídeo, o Cryptovolans, pode ter sido capaz de voar.

### Esqueleto
Devido ao fato de que as penas são frequentemente associadas às aves, os dinossauros emplumados são muitas vezes apregoados como o elo perdido entre aves e dinossauros. No entanto, as várias características do esqueleto também compartilhadas pelos dois grupos representam a ligação mais importante para os paleontólogos. Além disto, é de modo crescente evidente que a relação entre aves e dinossauros, e a evolução do voo, são tópicos mais complexos que previamente imaginado. Por exemplo, enquanto se aceitava que as aves evoluíram dos dinossauros em uma progressão linear, alguns cientistas, mais notavelmente Gregory S. Paul, concluíram que dinossauros tais como os dromaeossauros devem ter evoluído de aves, perdendo o poder de voar enquanto mantinham suas penas numa maneira similar ao moderno avestruz e outros ratitas.
Comparações de esqueletos de aves e dinossauros, assim como análises cladísticas, fortalecem a justificativa da ligação, particularmente para um ramo dos terópodes chamados Maniraptora. As similaridades dos esqueletos incluem o pescoço, o púbis, o punho, membro dianteiro, cintura escapular, escápula, fúrcula e osso da garganta.

### Pulmões

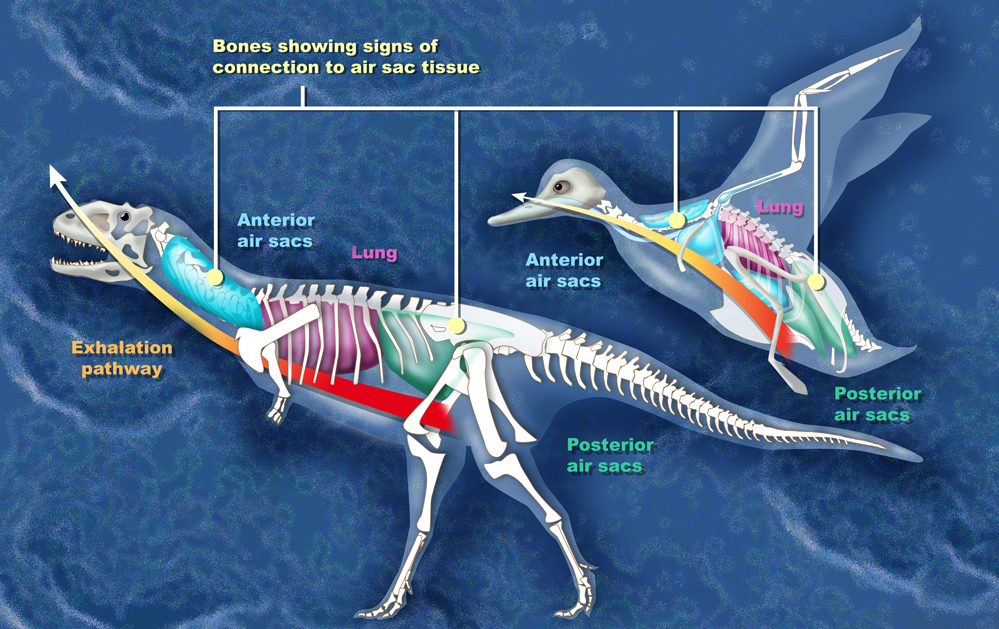
Comparação entre os sacos aéreos de Majungasaurus e de uma ave.

Grandes dinossauros comedores de carne tinham um complexo sistema de sacos de ar similares àqueles encontrados nas aves modernas, de acordo com uma investigação que foi conduzida por Patrick O'Connor da Universidade de Ohio. Os pulmões dos dinossauros terópodes (carnívoros que caminhavam sobre duas pernas e tinham pés semelhantes aos das aves) provavelmente bombeavam ar para cavidades ocas em seus esqueletos, como nas aves. "O que foi uma vez formalmente considerado único das aves estava presente de alguma forma nos ancestrais das aves", disse O'Connor. O estudo foi financiado em parte pela Fundação Nacional da Ciência (NSF, National Science Foundation).

### Coração e postura de descanso
Mapeamentos de uma cavidade de tórax de dinossauro por tomografia computadorizada moderna (realizados em 2000) encontraram resquícios aparentes de um coração de quatro cavidades complexo, muito parecido com os encontrados em mamíferos e aves atuais. A teoria é controversa dentro da comunidade científica, sendo atacada como ciência anatômica negligente ou simplesmente como pensamento desejoso. Um fóssil troodonte recentemente descoberto demonstra que os dinossauros descansavam como certas aves modernas, com suas cabeças enfiadas sob os membros anteriores. Este comportamento, que deve ter ajudado a manter a cabeça aquecida, também é característica das aves modernas.

### Biologia reprodutiva
A descoberta de características em um esqueleto de Tyrannosaurus rex recentemente forneceram mais evidências de que dinossauros e aves evoluíram de um ancestral comum e, pela primeira vez, permitiram aos paleontólogos estabelecer o sexo de um dinossauro. Quando põem ovos, as aves fêmeas desenvolvem um tipo especial de osso em seus membros. Este osso medular, que é rico em cálcio, forma uma camada por dentro da parte externa dura do osso que é usada para fazer as cascas dos ovos. A presença de tecidos ósseos desse tipo revestindo o interior das cavidades da medula óssea de partes dos membros traseiros do espécime de Tyrannosaurus rex sugerem que ele usava estratégias reprodutivas similares, e revelou que o espécime era uma fêmea. Pesquisas posteriores encontraram ossos medulares no terópode Allosaurus e no ornitópode Tenontosaurus. Devido ao fato de que a linha de dinossauros que inclui o Allosaurus e o Tyrannosaurus ter divergido da linha que leva ao Tenontosaurus muito antes na evolução dos dinossauros, isto sugere que os dinossauros em geral produziam tecido medular.

### Incubação e cuidado das crias

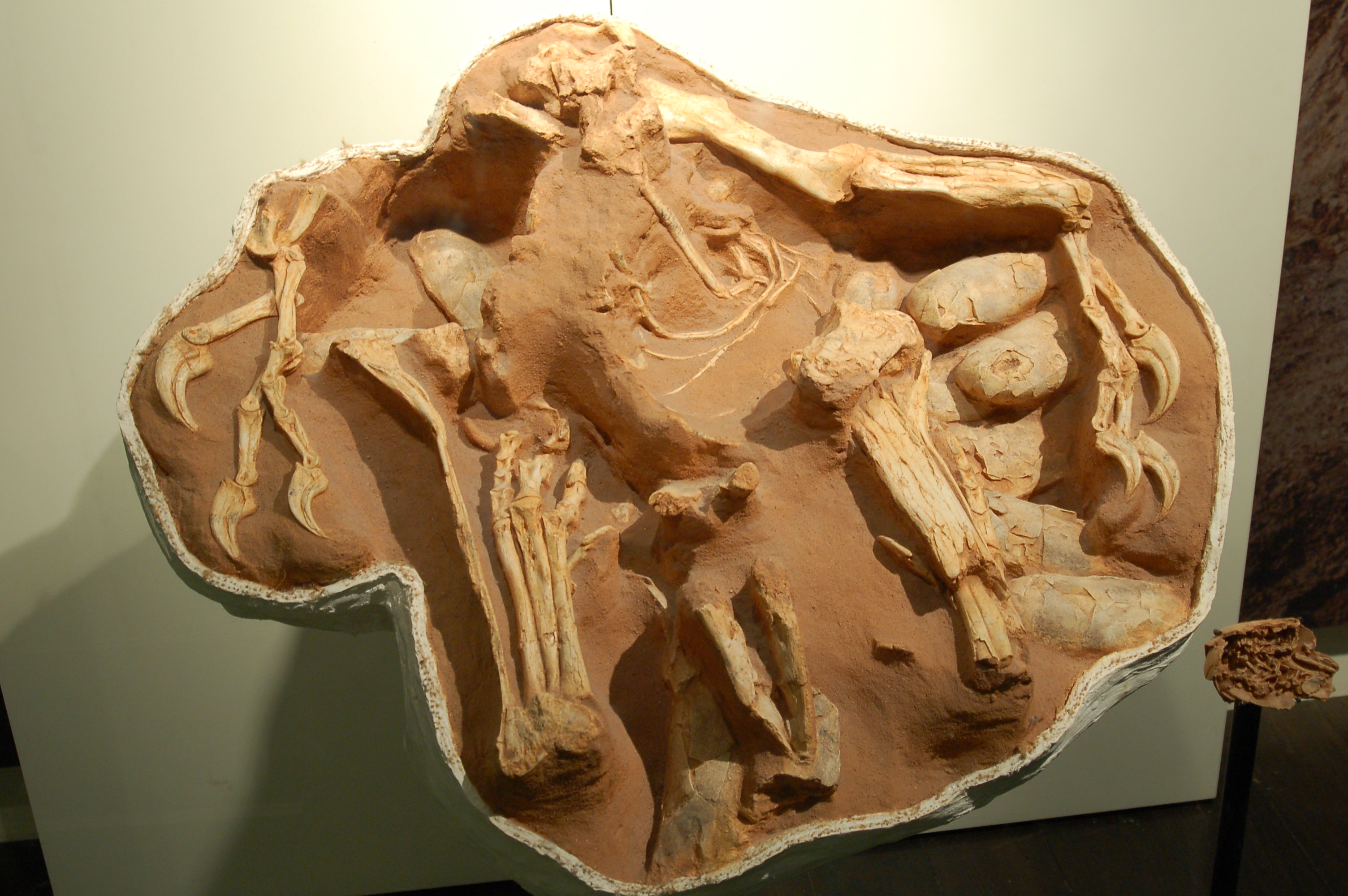
Uma ninhada do espécime Citipati osmolskae, no Museu Americano de História Natural em Nova York.

Vários espécimes de Citipati foram encontrados descansando sobre os ovos em seu ninho numa posição que lembra o ato de chocar ovos.
Várias espécies de dinossauros, por exemplo o Maiasaura, foram encontrados em bandos reunindo indivíduos adultos e muito jovens, sugerindo profunda interação entre eles.
Um embrião de dinossauro foi encontrado sem dentes, o que sugere que certo cuidado dos pais era necessário para alimentar o jovem dinossauro, possivelmente o dinossauro adulto regurgitando comida dentro da boca do jovem dinossauro. Este comportamento é visto em várias espécies de aves; as aves mãe e pai regurgitam comida nas bocas dos recém-nascidos.

### Pedras da moela
Outra evidência de que aves e dinossauros são proximamente relacionados é o uso de pedras de moela. Estas pedras são engolidas por animais para ajudar a digestão e decompor a comida e as fibras duras quando entram no estômago. Quando encontradas junto com fósseis, as pedras de moela são chamadas de gastrolitos. Pedras de moela também são encontradas em alguns peixes (tainhas, sáveis do lodo e no gillaroo, um tipo de truta) e em crocodilos.

### Evidência molecular e tecidos macios

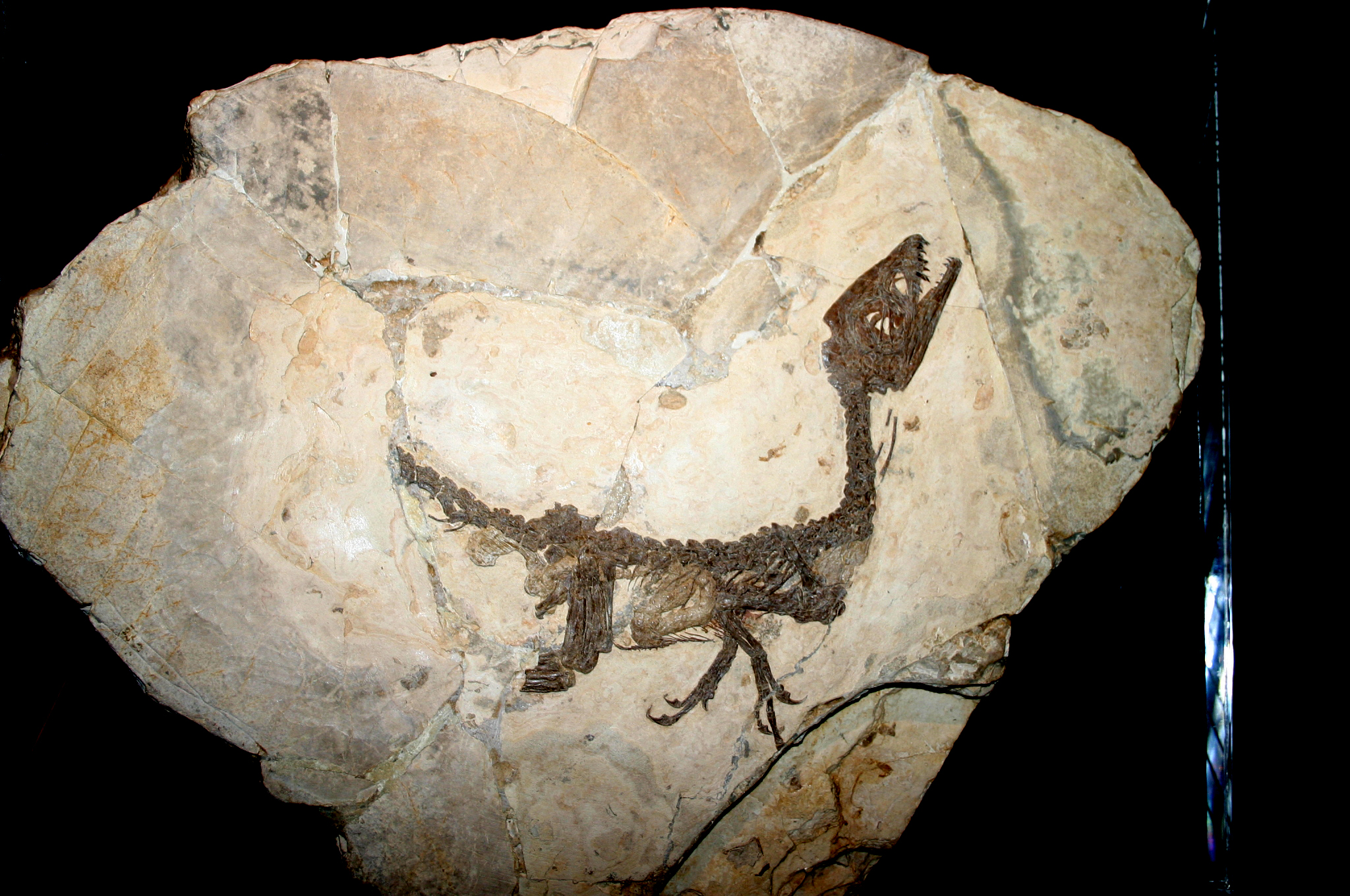
Fóssil de um indivíduo jovem de Scipionyx samniticus. O fóssil preserva traços claros de tecidos macios.

Um dos melhores exemplos de impressões de tecidos macios em um fóssil de dinossauro foi descoberto em Petraroia, Itália. A descoberta foi informada em 1998, e descreveu o espécime de um pequeno e muito jovem celurossauro, o Scipionyx samniticus. O fóssil inclui porções de intestino, cólon, fígado, músculos e traqueia deste dinossauro imaturo.
Na edição de março de 2005 da revista Science, a Dra. Mary Higby Schweitzer e sua equipe anunciaram a descoberta de material flexível parecendo tecido macio atual dentro de um osso da perna de um Tyrannosaurus rex de 68 milhões de anos oriundo da formação Hell Creek em Montana. Os sete tipos de colágeno obtidos dos fragmentos de ossos, comparados com um colágeno de aves viventes (especificamente de uma galinha) revelou que antigos terópodes e aves são parentes próximos.
Quando o osso fossilizado foi tratado por várias semanas para remover o conteúdo mineral da cavidade da medula óssea fossilizada (um processo chamado de desmineralização), Schweitzer encontrou evidências de estruturas intactas tais como vasos sanguíneos, cartilagens e membranas conjuntivas (fibras ósseas). O exame detalhado sob o microscópio depois revelou que o suposto tecido macio dinossauro tinha retido finas estruturas (microestruturas) até a nível celular. A natureza exata e a composição desse material, e as implicações da descoberta da Dra. Schweitzer ainda não são claras; o estudo e a interpretação dos espécimes estão em andamento.
A extração bem sucedida de DNA antigo de dinossauros fósseis foi registrado em duas ocasiões separadas, mas sob inspeção posterior e revisão por pares, nenhum destes relatos pode ser confirmado. Todavia, um peptídeo visual funcional de um dinossauro teórico foi deduzido usando métodos de reconstrução de filogenética analítica sobre sequências de genes de espécies modernas aparentadas tais como répteis e aves. Além disso, várias proteínas foram presumidamente detectadas em fósseis de dinossauros, inclusive hemoglobina.

## Debates

### Origem do voo das aves

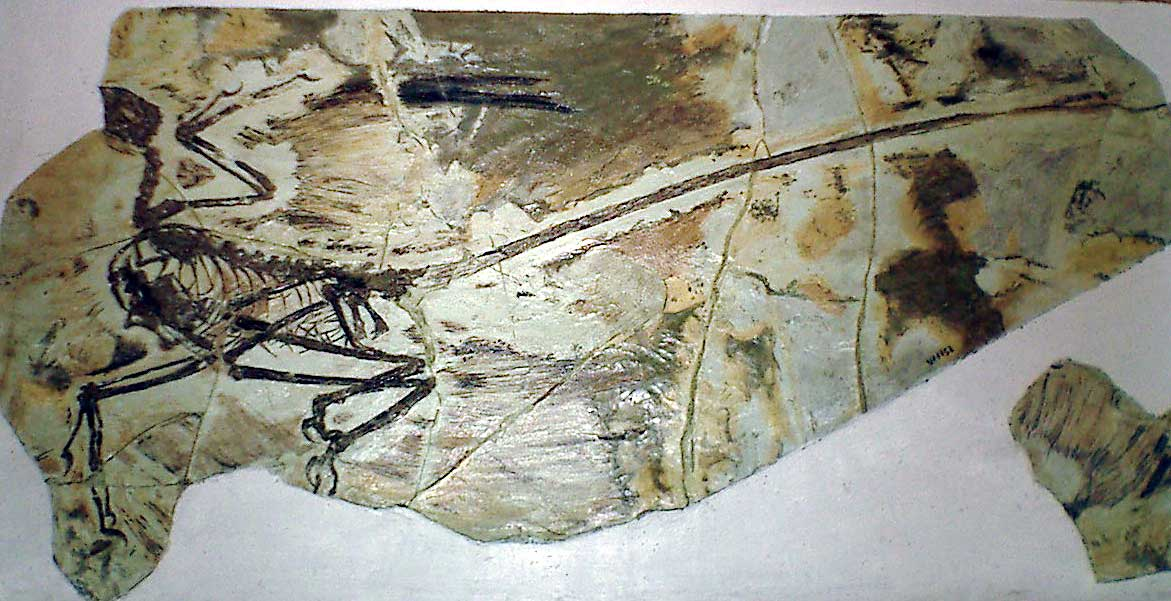
O extraordinário Microraptor de quatro asas, um "primo" das aves.

Debates sobre a origem do voo das aves são quase tão antigos quanto a ideia de que as aves evoluíram dos dinossauros, surgindo logo após a descoberta do Archaeopteryx em 1862. Duas teorias têm dominado a maioria das discussões desde então: a teoria cursória ("do solo para cima") propõe que as aves evoluíram de predadores pequenos e velozes que corriam no solo; a teoria arbórea ("das árvores para baixo") propõe que o voo de propulsão própria evoluiu do voo deslizante sem propulsão de animais arbóreos (escaladores de árvores). Uma teoria mais recente, "corrida inclinada com a ajuda de asas", é uma variante da teoria cursória, e propõe que as asas desenvolveram suas funções aerodinâmicas como resultado da necessidade de correr mais rapidamente ladeira abaixo, por exemplo para escapar de predadores.

#### Teoria cursória ("do solo para cima")

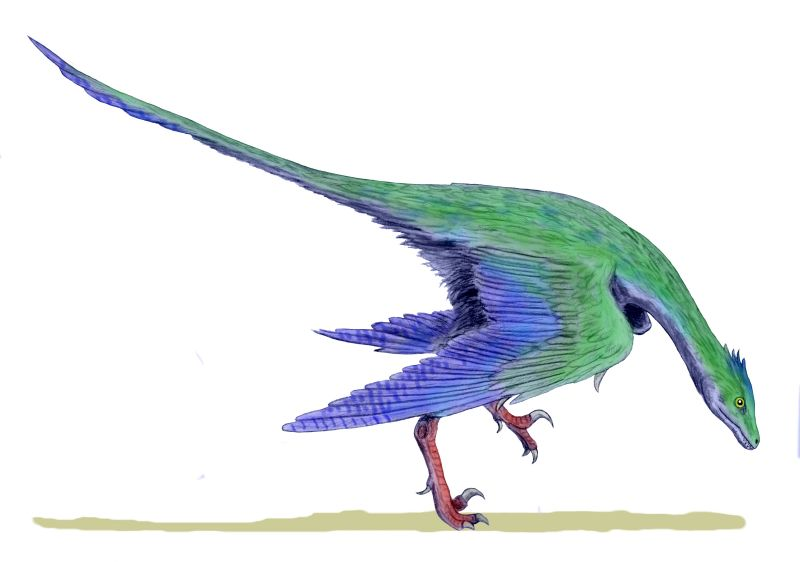
Reconstrução do Rahonavis, um dinossauro emplumado terrestre que alguns pesquisadores concluíram que era bem equipado para o voo.

A teoria cursória da origem do voo foi inicialmente proposta por Samuel Wendell Williston e elaborada pelo Barão Nopcsa. Esta hipótese propõe que alguns animais corredores velozes com longas caudas usavam seus membros anteriores para manter o equilíbrio enquanto corriam. Versões modernas desta teoria diferem em muitos detalhes da versão de Williston-Nopcsa, principalmente por causa das descobertas desde a época de Nopcsa.
Nopcsa teorizou que o aumento da área da superfície dos membros anteriores estendidos poderia ter ajudado pequenos predadores cursórios a manter seu equilíbrio, e que as escamas dos antebraços se tornaram alongadas, evoluindo para penas. As penas podem também ter sido usadas como uma armadilha para capturar insetos ou outras presas. Progressivamente, os animais saltariam por grandes distâncias, ajudados pelas suas asas desenvolvidas. Nopcsa também propôs que houve três estágios principais na evolução do voo. Primeiro, o voo passivo era realizado, no qual as estruturas das asas desenvolvidas serviam como um tipo de paraquedas. Segundo, o voo ativo era possível, no qual o animal executava o voo batendo suas asas. Ele usou o Archaeopteryx como um exemplo deste segundo estágio. Finalmente, as aves ganharam a habilidade de levantar voo.
Agora aceita-se que as penas não evoluíram de escamas, porque as penas são feitas de proteínas diferentes. Seriamente, a teoria de Nopcsa supõe que as penas evoluíram como parte da evolução do voo, mas descobertas recentes provam que essa suposição é falsa.
As penas são muito comuns nos dinossauros celurossaurianos (incluindo o antigo dilong tiranossauroide). As aves modernas são classificadas como celurossauros por quase todos os paleontólogos, embora não sejam por alguns ornitólogos. A versão moderna da hipótese "do solo para cima" argumenta que os ancestrais das aves eram dinossauros predadores corredores pequenos e emplumados (especialmente como o papaléguas em seu estilo de caça) que usa seus membros dianteiros para o equilíbrio enquanto perseguem a presa, e que os membros dianteiros e as penas depois evoluíram em formas que permitiram planar e depois o voo de propulsão. As funções originais das penas mais amplamente sugeridas incluem o isolamento térmico e a exposição competitiva, como nas aves modernas.
Muitos dos fósseis de Archaeopteryx são oriundos de sedimentos marinhos e foi sugerido que as asas podem ter ajudado as aves a correr sobre a água da mesma maneira que o lagarto Basiliscus basiliscus.
Ataques mais recentes a esta hipótese tentam refutar a suposição da versão moderna de que as aves são dinossauros celurossaurianos modificados. Os ataques mais fortes são baseados em análises embriológicas que concluem que as asas das aves são formadas pelos dedos 2, 3 e 4 (correspondendo ao dedos indicador, médio e anular nos humanos; o primeiro dedo de uma ave de três dedos forma a álula, que é usado para evitar o estol em voos de baixa velocidade, por exemplo quando aterrissando); mas as mãos dos celurossauros são formadas pelos dedos 1, 2 e 3 (polegar, indicador e médio nos humanos). Todavia, estas análises foram imediatamente desafiadas pela razão embriológica de que as "mãos" muitas vezes se desenvolvem diferentemente em clados que perderam alguns dedos no decorrer da evolução, e que as "mãos" das aves se desenvolveram dos dedos 1, 2 e 3. Este debate é complexo e ainda não está resolvido - ver "homologia digital " adiante.

O supracoracoide trabalha usando um sistema semelhante a polias para levantar a asa enquanto o peitoral fornece o poderoso movimento para baixo.

#### Corrida inclinada com a ajuda das asas
A hipótese da corrida inclinada com a ajuda das asas foi estimulada pela observação de jovens filhotes de perdizes de chukar (Alectoris chukar), e propõe que as asas desenvolveram suas funções aerodinâmicas como resultado da necessidade de correr rapidamente subindo planos inclinados tais como tronco de árvores, por exemplo para escapar de predadores. Isto torna-se um tipo especializado da teoria cursória. Observe-se que, neste cenário, as aves necessitam de pressão para baixo (downforce) para dar a seus pés apoio crescente. Mas as primeiras aves, incluindo o Archaeopteryx, eram desprovidas do sistema muscular pelo qual as asas das aves modernas produzem rápidos e poderosos movimentos para cima. Visto que a pressão para baixo da qual a corrida inclinada com a ajuda das asas depende é gerada pelos movimentos para cima, parece que as primeiras aves eram incapazes da corrida inclinada com a ajuda das asas.

#### Teoria arbórea ("das árvores para baixo")
A hipótese arbórea afirma que os ancestrais das aves viviam em árvores, saltando de galho em galho. Este estilo de vida teria favorecido a evolução de metatarsos (ossos dos pés) alongados e um hálux ("dedão do pé") voltado para trás para poder segurar nos galhos. Os membros dianteiros e os membros traseiros teriam se tornado adaptados para propósitos separados; os frontais para escalar e os traseiros para saltar. A hipótese propõe que os membros dianteiros, usados para escalar, permaneceram longos e não foram reduzidos, como é comum na evolução dos animais cursórios. A superfície de suas "asas" progressivamente cresceu para desenvolver uma boa habilidade de planar. Após planar, elas teriam começado a oscilar para aumentar sua eficiência de voo.
Há poucas evidências de dinossauros escaladores de árvores - apenas o Epidendrosaurus/Scansoriopteryx e talvez o Microraptor - se comparado com os numerosos terópodes de pernas longas e que viviam no solo, mas estes dinossauros têm consistentemente sido incluídos por recentes análises filogenéticas como sendo muito próximos às primeiras aves. O fato de que sedimentos florestais são apenas raramente preservados poderia ser um motivo para esta escassez.
Algumas pesquisas recentes questionam a hipótese arbórea sugerindo que as primeiras aves e seus ancestrais imediatos não escalavam árvores. As aves modernas que vivem nas árvores têm unhas dos dedos muito mais curvas que aquelas que vivem no chão; as unhas dos dedos das aves mesozoicas e dos parentes próximos não-aves dinossauros terópodes são semelhantes aquelas das modernas aves terrestres.

#### A diminuição da importância doArchaeopteryx

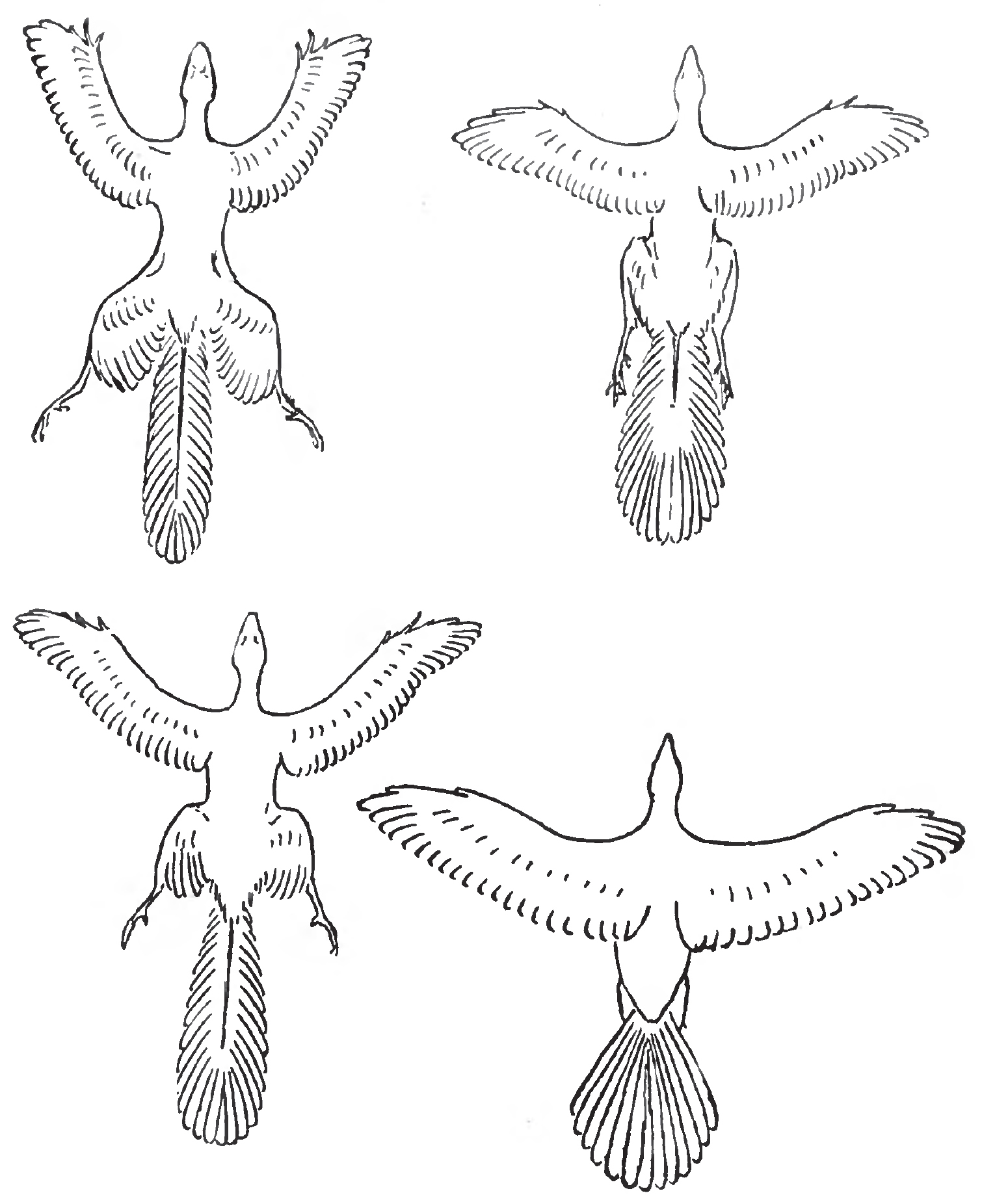
Desenvolvimento proposto do voo em um livro de 1922: Tetrapteryx, Archaeopteryx, Estágio Hipotético, Ave Moderna.

O Archaeopteryx foi o primeiro e por um longo tempo o único animal emplumado do Mesozoico (ou dinossauro, se for aceita a opinião majoritária que as aves são dinossauros modificados). Por isso, a discussão da evolução das aves e do voo das aves foi centralizado no Archaeopteryx até pelo menos a metade da década de 1990.
Há ponderações sobre se o Archaeopteryx poderia realmente voar. Parece que o Archaeopteryx tinha as estruturas cerebrais e os sensores de equilíbrio do ouvido interno que as aves usam para controlar seu voo. O Archaeopteryx também tinha um arranjo de asas emplumadas como o das aves modernas e similarmente penas de voo assimétricas e suas asas e cauda. Mas o Archaeopteryx era desprovido do sistema muscular pelo qual as asas das aves modernas produzem o rápido e poderoso movimento para cima ( ver desenho acima sobre a polia supracoracoide); isto deve significar que ele e outras aves antigas eram incapazes do voo com bater de asas e poderiam apenas planar.
Mas a descoberta a partir do começo da década de 1990 de muitos dinossauros emplumados significou que o Archaeopteryx não era mais a figura principal na evolução do voo das aves. Outro celurossauro pequeno e emplumado do Cretáceo e do Jurássico Superior mostra características que devem ser precursoras do voo das aves, por exemplo: o Rahonavis, um corredor terrestre que tinha uma unha em forma de foice como o Velociraptor no segundo dedo e que alguns paleontólogos acreditam ser melhor adaptado ao voo que o Archaeopteryx; o Epidendrosaurus, um dinossauro arbóreo que pode fornecer algum apoio para a teoria "das árvores para baixo"; o Microraptor, um dinossauro arbóreo que deve ter sido capaz do voo propulsionado, mas, se assim for, mais como um biplano, porque ele tinha penas bem desenvolvidas nas suas pernas.

### Incapacidade de voar secundária nos dinossauros

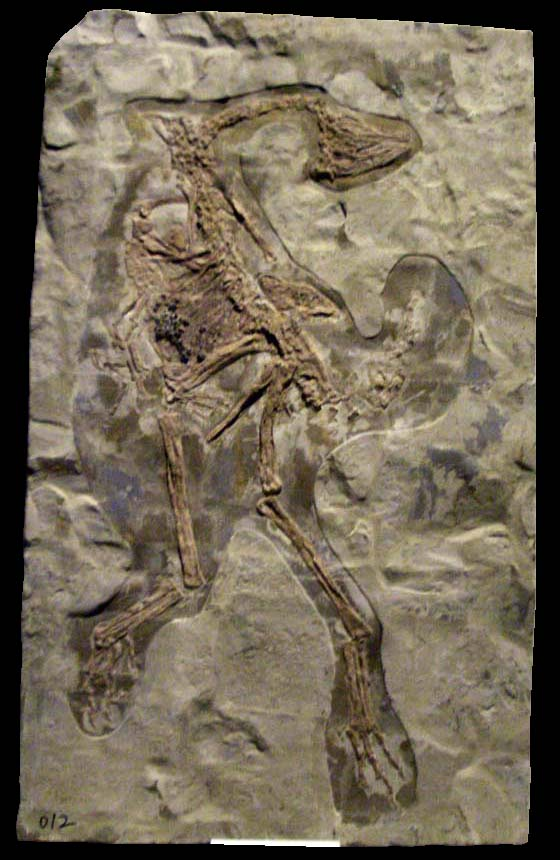
O ovirraptorossauro Caudipteryx zoui: uma ave incapaz de voar?

Uma teoria, defendida notavelmente por Gregory Paul em seus livros Predatory Dinosaurs of the World (1988) e Dinosaurs of the Air (2002), sugere que alguns grupos de dinossauros carnívoros, especialmente os dinonicossauros, mas talvez outros, como os ovirraptorossauros, os terizinossauros, os alvarezsaurídeos e os ornitomimossauros, são na verdade descendentes de formas que podiam voar. Esta teoria afirma que criaturas semelhantes ao Archaeopteryx não são parentes tão próximos às aves existentes que esses dinossauros eram.
De qualquer forma, pelas análises cladísticas mais atuais, o Archaeopteryx está mais próximo das aves que dinonicossauros e ovirraptorossauros. Animais como o Microraptor ou o Sinornithosaurus aparentemente estão próximos à base do clado dinonicossauriano e parecem ter mais adaptações ao voo que os dinonicossauros posteriores. O Archaeopteryx ainda é basal o bastante em suas características para sugerir que descendentes do Cretáceo inferior e médio das aves mais antigas poderiam teoricamente ter revertido a um modo de vida mais dinossauriano. O Hesperornis, cujos ancestrais se tornaram incapazes de voar secundariamente mais ou menos na fronteira que divide o Jurássico do Cretáceo, sugere que o bico semelhante ao das aves era menos de ser perdido novamente que a habilidade semelhante às das aves de voar, mas que os dentes devem ter evoluído novamente mais facilmente que parece à primeira vista. O fato de que uma galinha moderna nasceu com dentes mostra que um gene particular foi capaz de permanecer dormente por quase 100 milhões de anos e então reaparecer numa galinha mutante.
|  | Therizinosauria  |
|  |                  |
|  | Oviraptorosauria |
|  |                  |

|  | \| \| Confuciusornis (ave) \| \| \| \| \| \| Microraptor (dromaeossauro) \| \| \| \| |
|  |                                                                                      |
|  | Dromaeosauridae                                                                      |
|  |                                                                                      |
|  | Confuciusornis (ave)                                                                 |
|  |                                                                                      |
|  | Microraptor (dromaeossauro)                                                          |
|  |                                                                                      |

|  | Confuciusornis (ave)        |
|  |                             |
|  | Microraptor (dromaeossauro) |
|  |                             |

|  | \| \| Confuciusornis (ave) \| \| \| \| \| \| Microraptor (dromaeossauro) \| \| \| \| |
|  |                                                                                      |
|  | Dromaeosauridae                                                                      |
|  |                                                                                      |
|  | Confuciusornis (ave)                                                                 |
|  |                                                                                      |
|  | Microraptor (dromaeossauro)                                                          |
|  |                                                                                      |

|  | Confuciusornis (ave)        |
|  |                             |
|  | Microraptor (dromaeossauro) |
|  |                             |

|  | \| \| Confuciusornis (ave) \| \| \| \| \| \| Microraptor (dromaeossauro) \| \| \| \| |
|  |                                                                                      |
|  | Dromaeosauridae                                                                      |
|  |                                                                                      |
|  | Confuciusornis (ave)                                                                 |
|  |                                                                                      |
|  | Microraptor (dromaeossauro)                                                          |
|  |                                                                                      |

|  | Confuciusornis (ave)        |
|  |                             |
|  | Microraptor (dromaeossauro) |
|  |                             |

|  | \| \| Confuciusornis (ave) \| \| \| \| \| \| Microraptor (dromaeossauro) \| \| \| \| |
|  |                                                                                      |
|  | Dromaeosauridae                                                                      |
|  |                                                                                      |
|  | Confuciusornis (ave)                                                                 |
|  |                                                                                      |
|  | Microraptor (dromaeossauro)                                                          |
|  |                                                                                      |

|  | Confuciusornis (ave)        |
|  |                             |
|  | Microraptor (dromaeossauro) |
|  |                             |

|  | Therizinosauria  |
|  |                  |
|  | Oviraptorosauria |
|  |                  |

|  | \| \| Confuciusornis (ave) \| \| \| \| \| \| Microraptor (dromaeossauro) \| \| \| \| |
|  |                                                                                      |
|  | Dromaeosauridae                                                                      |
|  |                                                                                      |
|  | Confuciusornis (ave)                                                                 |
|  |                                                                                      |
|  | Microraptor (dromaeossauro)                                                          |
|  |                                                                                      |

|  | Confuciusornis (ave)        |
|  |                             |
|  | Microraptor (dromaeossauro) |
|  |                             |

|  | \| \| Confuciusornis (ave) \| \| \| \| \| \| Microraptor (dromaeossauro) \| \| \| \| |
|  |                                                                                      |
|  | Dromaeosauridae                                                                      |
|  |                                                                                      |
|  | Confuciusornis (ave)                                                                 |
|  |                                                                                      |
|  | Microraptor (dromaeossauro)                                                          |
|  |                                                                                      |

|  | Confuciusornis (ave)        |
|  |                             |
|  | Microraptor (dromaeossauro) |
|  |                             |

|  | \| \| Confuciusornis (ave) \| \| \| \| \| \| Microraptor (dromaeossauro) \| \| \| \| |
|  |                                                                                      |
|  | Dromaeosauridae                                                                      |
|  |                                                                                      |
|  | Confuciusornis (ave)                                                                 |
|  |                                                                                      |
|  | Microraptor (dromaeossauro)                                                          |
|  |                                                                                      |

|  | Confuciusornis (ave)        |
|  |                             |
|  | Microraptor (dromaeossauro) |
|  |                             |

|  | \| \| Confuciusornis (ave) \| \| \| \| \| \| Microraptor (dromaeossauro) \| \| \| \| |
|  |                                                                                      |
|  | Dromaeosauridae                                                                      |
|  |                                                                                      |
|  | Confuciusornis (ave)                                                                 |
|  |                                                                                      |
|  | Microraptor (dromaeossauro)                                                          |
|  |                                                                                      |

|  | Confuciusornis (ave)        |
|  |                             |
|  | Microraptor (dromaeossauro) |
|  |                             |

|  | Therizinosauria  |
|  |                  |
|  | Oviraptorosauria |
|  |                  |

|  | \| \| Confuciusornis (ave) \| \| \| \| \| \| Microraptor (dromaeossauro) \| \| \| \| |
|  |                                                                                      |
|  | Dromaeosauridae                                                                      |
|  |                                                                                      |
|  | Confuciusornis (ave)                                                                 |
|  |                                                                                      |
|  | Microraptor (dromaeossauro)                                                          |
|  |                                                                                      |

|  | Confuciusornis (ave)        |
|  |                             |
|  | Microraptor (dromaeossauro) |
|  |                             |

|  | \| \| Confuciusornis (ave) \| \| \| \| \| \| Microraptor (dromaeossauro) \| \| \| \| |
|  |                                                                                      |
|  | Dromaeosauridae                                                                      |
|  |                                                                                      |
|  | Confuciusornis (ave)                                                                 |
|  |                                                                                      |
|  | Microraptor (dromaeossauro)                                                          |
|  |                                                                                      |

|  | Confuciusornis (ave)        |
|  |                             |
|  | Microraptor (dromaeossauro) |
|  |                             |

|  | \| \| Confuciusornis (ave) \| \| \| \| \| \| Microraptor (dromaeossauro) \| \| \| \| |
|  |                                                                                      |
|  | Dromaeosauridae                                                                      |
|  |                                                                                      |
|  | Confuciusornis (ave)                                                                 |
|  |                                                                                      |
|  | Microraptor (dromaeossauro)                                                          |
|  |                                                                                      |

|  | Confuciusornis (ave)        |
|  |                             |
|  | Microraptor (dromaeossauro) |
|  |                             |

|  | \| \| Confuciusornis (ave) \| \| \| \| \| \| Microraptor (dromaeossauro) \| \| \| \| |
|  |                                                                                      |
|  | Dromaeosauridae                                                                      |
|  |                                                                                      |
|  | Confuciusornis (ave)                                                                 |
|  |                                                                                      |
|  | Microraptor (dromaeossauro)                                                          |
|  |                                                                                      |

|  | Confuciusornis (ave)        |
|  |                             |
|  | Microraptor (dromaeossauro) |
|  |                             |

|  | Therizinosauria  |
|  |                  |
|  | Oviraptorosauria |
|  |                  |

|  | \| \| Confuciusornis (ave) \| \| \| \| \| \| Microraptor (dromaeossauro) \| \| \| \| |
|  |                                                                                      |
|  | Dromaeosauridae                                                                      |
|  |                                                                                      |
|  | Confuciusornis (ave)                                                                 |
|  |                                                                                      |
|  | Microraptor (dromaeossauro)                                                          |
|  |                                                                                      |

|  | Confuciusornis (ave)        |
|  |                             |
|  | Microraptor (dromaeossauro) |
|  |                             |

|  | \| \| Confuciusornis (ave) \| \| \| \| \| \| Microraptor (dromaeossauro) \| \| \| \| |
|  |                                                                                      |
|  | Dromaeosauridae                                                                      |
|  |                                                                                      |
|  | Confuciusornis (ave)                                                                 |
|  |                                                                                      |
|  | Microraptor (dromaeossauro)                                                          |
|  |                                                                                      |

|  | Confuciusornis (ave)        |
|  |                             |
|  | Microraptor (dromaeossauro) |
|  |                             |

|  | \| \| Confuciusornis (ave) \| \| \| \| \| \| Microraptor (dromaeossauro) \| \| \| \| |
|  |                                                                                      |
|  | Dromaeosauridae                                                                      |
|  |                                                                                      |
|  | Confuciusornis (ave)                                                                 |
|  |                                                                                      |
|  | Microraptor (dromaeossauro)                                                          |
|  |                                                                                      |

|  | Confuciusornis (ave)        |
|  |                             |
|  | Microraptor (dromaeossauro) |
|  |                             |

|  | \| \| Confuciusornis (ave) \| \| \| \| \| \| Microraptor (dromaeossauro) \| \| \| \| |
|  |                                                                                      |
|  | Dromaeosauridae                                                                      |
|  |                                                                                      |
|  | Confuciusornis (ave)                                                                 |
|  |                                                                                      |
|  | Microraptor (dromaeossauro)                                                          |
|  |                                                                                      |

|  | Confuciusornis (ave)        |
|  |                             |
|  | Microraptor (dromaeossauro) |
|  |                             |

|  | Therizinosauria  |
|  |                  |
|  | Oviraptorosauria |
|  |                  |

|  | \| \| Confuciusornis (ave) \| \| \| \| \| \| Microraptor (dromaeossauro) \| \| \| \| |
|  |                                                                                      |
|  | Dromaeosauridae                                                                      |
|  |                                                                                      |
|  | Confuciusornis (ave)                                                                 |
|  |                                                                                      |
|  | Microraptor (dromaeossauro)                                                          |
|  |                                                                                      |

|  | Confuciusornis (ave)        |
|  |                             |
|  | Microraptor (dromaeossauro) |
|  |                             |

|  | \| \| Confuciusornis (ave) \| \| \| \| \| \| Microraptor (dromaeossauro) \| \| \| \| |
|  |                                                                                      |
|  | Dromaeosauridae                                                                      |
|  |                                                                                      |
|  | Confuciusornis (ave)                                                                 |
|  |                                                                                      |
|  | Microraptor (dromaeossauro)                                                          |
|  |                                                                                      |

|  | Confuciusornis (ave)        |
|  |                             |
|  | Microraptor (dromaeossauro) |
|  |                             |

|  | \| \| Confuciusornis (ave) \| \| \| \| \| \| Microraptor (dromaeossauro) \| \| \| \| |
|  |                                                                                      |
|  | Dromaeosauridae                                                                      |
|  |                                                                                      |
|  | Confuciusornis (ave)                                                                 |
|  |                                                                                      |
|  | Microraptor (dromaeossauro)                                                          |
|  |                                                                                      |

|  | Confuciusornis (ave)        |
|  |                             |
|  | Microraptor (dromaeossauro) |
|  |                             |

|  | \| \| Confuciusornis (ave) \| \| \| \| \| \| Microraptor (dromaeossauro) \| \| \| \| |
|  |                                                                                      |
|  | Dromaeosauridae                                                                      |
|  |                                                                                      |
|  | Confuciusornis (ave)                                                                 |
|  |                                                                                      |
|  | Microraptor (dromaeossauro)                                                          |
|  |                                                                                      |

|  | Confuciusornis (ave)        |
|  |                             |
|  | Microraptor (dromaeossauro) |
|  |                             |

|  | Therizinosauria  |
|  |                  |
|  | Oviraptorosauria |
|  |                  |

|  | \| \| Confuciusornis (ave) \| \| \| \| \| \| Microraptor (dromaeossauro) \| \| \| \| |
|  |                                                                                      |
|  | Dromaeosauridae                                                                      |
|  |                                                                                      |
|  | Confuciusornis (ave)                                                                 |
|  |                                                                                      |
|  | Microraptor (dromaeossauro)                                                          |
|  |                                                                                      |

|  | Confuciusornis (ave)        |
|  |                             |
|  | Microraptor (dromaeossauro) |
|  |                             |

|  | \| \| Confuciusornis (ave) \| \| \| \| \| \| Microraptor (dromaeossauro) \| \| \| \| |
|  |                                                                                      |
|  | Dromaeosauridae                                                                      |
|  |                                                                                      |
|  | Confuciusornis (ave)                                                                 |
|  |                                                                                      |
|  | Microraptor (dromaeossauro)                                                          |
|  |                                                                                      |

|  | Confuciusornis (ave)        |
|  |                             |
|  | Microraptor (dromaeossauro) |
|  |                             |

|  | \| \| Confuciusornis (ave) \| \| \| \| \| \| Microraptor (dromaeossauro) \| \| \| \| |
|  |                                                                                      |
|  | Dromaeosauridae                                                                      |
|  |                                                                                      |
|  | Confuciusornis (ave)                                                                 |
|  |                                                                                      |
|  | Microraptor (dromaeossauro)                                                          |
|  |                                                                                      |

|  | Confuciusornis (ave)        |
|  |                             |
|  | Microraptor (dromaeossauro) |
|  |                             |

|  | \| \| Confuciusornis (ave) \| \| \| \| \| \| Microraptor (dromaeossauro) \| \| \| \| |
|  |                                                                                      |
|  | Dromaeosauridae                                                                      |
|  |                                                                                      |
|  | Confuciusornis (ave)                                                                 |
|  |                                                                                      |
|  | Microraptor (dromaeossauro)                                                          |
|  |                                                                                      |

|  | Confuciusornis (ave)        |
|  |                             |
|  | Microraptor (dromaeossauro) |
|  |                             |

|  | Therizinosauria  |
|  |                  |
|  | Oviraptorosauria |
|  |                  |

|  | \| \| Confuciusornis (ave) \| \| \| \| \| \| Microraptor (dromaeossauro) \| \| \| \| |
|  |                                                                                      |
|  | Dromaeosauridae                                                                      |
|  |                                                                                      |
|  | Confuciusornis (ave)                                                                 |
|  |                                                                                      |
|  | Microraptor (dromaeossauro)                                                          |
|  |                                                                                      |

|  | Confuciusornis (ave)        |
|  |                             |
|  | Microraptor (dromaeossauro) |
|  |                             |

|  | \| \| Confuciusornis (ave) \| \| \| \| \| \| Microraptor (dromaeossauro) \| \| \| \| |
|  |                                                                                      |
|  | Dromaeosauridae                                                                      |
|  |                                                                                      |
|  | Confuciusornis (ave)                                                                 |
|  |                                                                                      |
|  | Microraptor (dromaeossauro)                                                          |
|  |                                                                                      |

|  | Confuciusornis (ave)        |
|  |                             |
|  | Microraptor (dromaeossauro) |
|  |                             |

|  | \| \| Confuciusornis (ave) \| \| \| \| \| \| Microraptor (dromaeossauro) \| \| \| \| |
|  |                                                                                      |
|  | Dromaeosauridae                                                                      |
|  |                                                                                      |
|  | Confuciusornis (ave)                                                                 |
|  |                                                                                      |
|  | Microraptor (dromaeossauro)                                                          |
|  |                                                                                      |

|  | Confuciusornis (ave)        |
|  |                             |
|  | Microraptor (dromaeossauro) |
|  |                             |

|  | \| \| Confuciusornis (ave) \| \| \| \| \| \| Microraptor (dromaeossauro) \| \| \| \| |
|  |                                                                                      |
|  | Dromaeosauridae                                                                      |
|  |                                                                                      |
|  | Confuciusornis (ave)                                                                 |
|  |                                                                                      |
|  | Microraptor (dromaeossauro)                                                          |
|  |                                                                                      |

|  | Confuciusornis (ave)        |
|  |                             |
|  | Microraptor (dromaeossauro) |
|  |                             |

|  | Therizinosauria  |
|  |                  |
|  | Oviraptorosauria |
|  |                  |

|  | \| \| Confuciusornis (ave) \| \| \| \| \| \| Microraptor (dromaeossauro) \| \| \| \| |
|  |                                                                                      |
|  | Dromaeosauridae                                                                      |
|  |                                                                                      |
|  | Confuciusornis (ave)                                                                 |
|  |                                                                                      |
|  | Microraptor (dromaeossauro)                                                          |
|  |                                                                                      |

|  | Confuciusornis (ave)        |
|  |                             |
|  | Microraptor (dromaeossauro) |
|  |                             |

|  | \| \| Confuciusornis (ave) \| \| \| \| \| \| Microraptor (dromaeossauro) \| \| \| \| |
|  |                                                                                      |
|  | Dromaeosauridae                                                                      |
|  |                                                                                      |
|  | Confuciusornis (ave)                                                                 |
|  |                                                                                      |
|  | Microraptor (dromaeossauro)                                                          |
|  |                                                                                      |

|  | Confuciusornis (ave)        |
|  |                             |
|  | Microraptor (dromaeossauro) |
|  |                             |

|  | \| \| Confuciusornis (ave) \| \| \| \| \| \| Microraptor (dromaeossauro) \| \| \| \| |
|  |                                                                                      |
|  | Dromaeosauridae                                                                      |
|  |                                                                                      |
|  | Confuciusornis (ave)                                                                 |
|  |                                                                                      |
|  | Microraptor (dromaeossauro)                                                          |
|  |                                                                                      |

|  | Confuciusornis (ave)        |
|  |                             |
|  | Microraptor (dromaeossauro) |
|  |                             |

|  | \| \| Confuciusornis (ave) \| \| \| \| \| \| Microraptor (dromaeossauro) \| \| \| \| |
|  |                                                                                      |
|  | Dromaeosauridae                                                                      |
|  |                                                                                      |
|  | Confuciusornis (ave)                                                                 |
|  |                                                                                      |
|  | Microraptor (dromaeossauro)                                                          |
|  |                                                                                      |

|  | Confuciusornis (ave)        |
|  |                             |
|  | Microraptor (dromaeossauro) |
|  |                             |

|  | Therizinosauria  |
|  |                  |
|  | Oviraptorosauria |
|  |                  |

|  | \| \| Confuciusornis (ave) \| \| \| \| \| \| Microraptor (dromaeossauro) \| \| \| \| |
|  |                                                                                      |
|  | Dromaeosauridae                                                                      |
|  |                                                                                      |
|  | Confuciusornis (ave)                                                                 |
|  |                                                                                      |
|  | Microraptor (dromaeossauro)                                                          |
|  |                                                                                      |

|  | Confuciusornis (ave)        |
|  |                             |
|  | Microraptor (dromaeossauro) |
|  |                             |

|  | \| \| Confuciusornis (ave) \| \| \| \| \| \| Microraptor (dromaeossauro) \| \| \| \| |
|  |                                                                                      |
|  | Dromaeosauridae                                                                      |
|  |                                                                                      |
|  | Confuciusornis (ave)                                                                 |
|  |                                                                                      |
|  | Microraptor (dromaeossauro)                                                          |
|  |                                                                                      |

|  | Confuciusornis (ave)        |
|  |                             |
|  | Microraptor (dromaeossauro) |
|  |                             |

|  | \| \| Confuciusornis (ave) \| \| \| \| \| \| Microraptor (dromaeossauro) \| \| \| \| |
|  |                                                                                      |
|  | Dromaeosauridae                                                                      |
|  |                                                                                      |
|  | Confuciusornis (ave)                                                                 |
|  |                                                                                      |
|  | Microraptor (dromaeossauro)                                                          |
|  |                                                                                      |

|  | Confuciusornis (ave)        |
|  |                             |
|  | Microraptor (dromaeossauro) |
|  |                             |

|  | \| \| Confuciusornis (ave) \| \| \| \| \| \| Microraptor (dromaeossauro) \| \| \| \| |
|  |                                                                                      |
|  | Dromaeosauridae                                                                      |
|  |                                                                                      |
|  | Confuciusornis (ave)                                                                 |
|  |                                                                                      |
|  | Microraptor (dromaeossauro)                                                          |
|  |                                                                                      |

|  | Confuciusornis (ave)        |
|  |                             |
|  | Microraptor (dromaeossauro) |
|  |                             |

|  | Therizinosauria  |
|  |                  |
|  | Oviraptorosauria |
|  |                  |

|  | \| \| Confuciusornis (ave) \| \| \| \| \| \| Microraptor (dromaeossauro) \| \| \| \| |
|  |                                                                                      |
|  | Dromaeosauridae                                                                      |
|  |                                                                                      |
|  | Confuciusornis (ave)                                                                 |
|  |                                                                                      |
|  | Microraptor (dromaeossauro)                                                          |
|  |                                                                                      |

|  | Confuciusornis (ave)        |
|  |                             |
|  | Microraptor (dromaeossauro) |
|  |                             |

|  | \| \| Confuciusornis (ave) \| \| \| \| \| \| Microraptor (dromaeossauro) \| \| \| \| |
|  |                                                                                      |
|  | Dromaeosauridae                                                                      |
|  |                                                                                      |
|  | Confuciusornis (ave)                                                                 |
|  |                                                                                      |
|  | Microraptor (dromaeossauro)                                                          |
|  |                                                                                      |

|  | Confuciusornis (ave)        |
|  |                             |
|  | Microraptor (dromaeossauro) |
|  |                             |

|  | \| \| Confuciusornis (ave) \| \| \| \| \| \| Microraptor (dromaeossauro) \| \| \| \| |
|  |                                                                                      |
|  | Dromaeosauridae                                                                      |
|  |                                                                                      |
|  | Confuciusornis (ave)                                                                 |
|  |                                                                                      |
|  | Microraptor (dromaeossauro)                                                          |
|  |                                                                                      |

|  | Confuciusornis (ave)        |
|  |                             |
|  | Microraptor (dromaeossauro) |
|  |                             |

|  | \| \| Confuciusornis (ave) \| \| \| \| \| \| Microraptor (dromaeossauro) \| \| \| \| |
|  |                                                                                      |
|  | Dromaeosauridae                                                                      |
|  |                                                                                      |
|  | Confuciusornis (ave)                                                                 |
|  |                                                                                      |
|  | Microraptor (dromaeossauro)                                                          |
|  |                                                                                      |

|  | Confuciusornis (ave)        |
|  |                             |
|  | Microraptor (dromaeossauro) |
|  |                             |

|  | Therizinosauria  |
|  |                  |
|  | Oviraptorosauria |
|  |                  |

|  | \| \| Confuciusornis (ave) \| \| \| \| \| \| Microraptor (dromaeossauro) \| \| \| \| |
|  |                                                                                      |
|  | Dromaeosauridae                                                                      |
|  |                                                                                      |
|  | Confuciusornis (ave)                                                                 |
|  |                                                                                      |
|  | Microraptor (dromaeossauro)                                                          |
|  |                                                                                      |

|  | Confuciusornis (ave)        |
|  |                             |
|  | Microraptor (dromaeossauro) |
|  |                             |

|  | \| \| Confuciusornis (ave) \| \| \| \| \| \| Microraptor (dromaeossauro) \| \| \| \| |
|  |                                                                                      |
|  | Dromaeosauridae                                                                      |
|  |                                                                                      |
|  | Confuciusornis (ave)                                                                 |
|  |                                                                                      |
|  | Microraptor (dromaeossauro)                                                          |
|  |                                                                                      |

|  | Confuciusornis (ave)        |
|  |                             |
|  | Microraptor (dromaeossauro) |
|  |                             |

|  | \| \| Confuciusornis (ave) \| \| \| \| \| \| Microraptor (dromaeossauro) \| \| \| \| |
|  |                                                                                      |
|  | Dromaeosauridae                                                                      |
|  |                                                                                      |
|  | Confuciusornis (ave)                                                                 |
|  |                                                                                      |
|  | Microraptor (dromaeossauro)                                                          |
|  |                                                                                      |

|  | Confuciusornis (ave)        |
|  |                             |
|  | Microraptor (dromaeossauro) |
|  |                             |

|  | \| \| Confuciusornis (ave) \| \| \| \| \| \| Microraptor (dromaeossauro) \| \| \| \| |
|  |                                                                                      |
|  | Dromaeosauridae                                                                      |
|  |                                                                                      |
|  | Confuciusornis (ave)                                                                 |
|  |                                                                                      |
|  | Microraptor (dromaeossauro)                                                          |
|  |                                                                                      |

|  | Confuciusornis (ave)        |
|  |                             |
|  | Microraptor (dromaeossauro) |
|  |                             |

|  | Therizinosauria  |
|  |                  |
|  | Oviraptorosauria |
|  |                  |

|  | \| \| Confuciusornis (ave) \| \| \| \| \| \| Microraptor (dromaeossauro) \| \| \| \| |
|  |                                                                                      |
|  | Dromaeosauridae                                                                      |
|  |                                                                                      |
|  | Confuciusornis (ave)                                                                 |
|  |                                                                                      |
|  | Microraptor (dromaeossauro)                                                          |
|  |                                                                                      |

|  | Confuciusornis (ave)        |
|  |                             |
|  | Microraptor (dromaeossauro) |
|  |                             |

|  | \| \| Confuciusornis (ave) \| \| \| \| \| \| Microraptor (dromaeossauro) \| \| \| \| |
|  |                                                                                      |
|  | Dromaeosauridae                                                                      |
|  |                                                                                      |
|  | Confuciusornis (ave)                                                                 |
|  |                                                                                      |
|  | Microraptor (dromaeossauro)                                                          |
|  |                                                                                      |

|  | Confuciusornis (ave)        |
|  |                             |
|  | Microraptor (dromaeossauro) |
|  |                             |

|  | \| \| Confuciusornis (ave) \| \| \| \| \| \| Microraptor (dromaeossauro) \| \| \| \| |
|  |                                                                                      |
|  | Dromaeosauridae                                                                      |
|  |                                                                                      |
|  | Confuciusornis (ave)                                                                 |
|  |                                                                                      |
|  | Microraptor (dromaeossauro)                                                          |
|  |                                                                                      |

|  | Confuciusornis (ave)        |
|  |                             |
|  | Microraptor (dromaeossauro) |
|  |                             |

|  | \| \| Confuciusornis (ave) \| \| \| \| \| \| Microraptor (dromaeossauro) \| \| \| \| |
|  |                                                                                      |
|  | Dromaeosauridae                                                                      |
|  |                                                                                      |
|  | Confuciusornis (ave)                                                                 |
|  |                                                                                      |
|  | Microraptor (dromaeossauro)                                                          |
|  |                                                                                      |

|  | Confuciusornis (ave)        |
|  |                             |
|  | Microraptor (dromaeossauro) |
|  |                             |

|  | Therizinosauria  |
|  |                  |
|  | Oviraptorosauria |
|  |                  |

|  | \| \| Confuciusornis (ave) \| \| \| \| \| \| Microraptor (dromaeossauro) \| \| \| \| |
|  |                                                                                      |
|  | Dromaeosauridae                                                                      |
|  |                                                                                      |
|  | Confuciusornis (ave)                                                                 |
|  |                                                                                      |
|  | Microraptor (dromaeossauro)                                                          |
|  |                                                                                      |

|  | Confuciusornis (ave)        |
|  |                             |
|  | Microraptor (dromaeossauro) |
|  |                             |

|  | \| \| Confuciusornis (ave) \| \| \| \| \| \| Microraptor (dromaeossauro) \| \| \| \| |
|  |                                                                                      |
|  | Dromaeosauridae                                                                      |
|  |                                                                                      |
|  | Confuciusornis (ave)                                                                 |
|  |                                                                                      |
|  | Microraptor (dromaeossauro)                                                          |
|  |                                                                                      |

|  | Confuciusornis (ave)        |
|  |                             |
|  | Microraptor (dromaeossauro) |
|  |                             |

|  | \| \| Confuciusornis (ave) \| \| \| \| \| \| Microraptor (dromaeossauro) \| \| \| \| |
|  |                                                                                      |
|  | Dromaeosauridae                                                                      |
|  |                                                                                      |
|  | Confuciusornis (ave)                                                                 |
|  |                                                                                      |
|  | Microraptor (dromaeossauro)                                                          |
|  |                                                                                      |

|  | Confuciusornis (ave)        |
|  |                             |
|  | Microraptor (dromaeossauro) |
|  |                             |

|  | \| \| Confuciusornis (ave) \| \| \| \| \| \| Microraptor (dromaeossauro) \| \| \| \| |
|  |                                                                                      |
|  | Dromaeosauridae                                                                      |
|  |                                                                                      |
|  | Confuciusornis (ave)                                                                 |
|  |                                                                                      |
|  | Microraptor (dromaeossauro)                                                          |
|  |                                                                                      |

|  | Confuciusornis (ave)        |
|  |                             |
|  | Microraptor (dromaeossauro) |
|  |                             |

|  | Therizinosauria  |
|  |                  |
|  | Oviraptorosauria |
|  |                  |

|  | \| \| Confuciusornis (ave) \| \| \| \| \| \| Microraptor (dromaeossauro) \| \| \| \| |
|  |                                                                                      |
|  | Dromaeosauridae                                                                      |
|  |                                                                                      |
|  | Confuciusornis (ave)                                                                 |
|  |                                                                                      |
|  | Microraptor (dromaeossauro)                                                          |
|  |                                                                                      |

|  | Confuciusornis (ave)        |
|  |                             |
|  | Microraptor (dromaeossauro) |
|  |                             |

|  | \| \| Confuciusornis (ave) \| \| \| \| \| \| Microraptor (dromaeossauro) \| \| \| \| |
|  |                                                                                      |
|  | Dromaeosauridae                                                                      |
|  |                                                                                      |
|  | Confuciusornis (ave)                                                                 |
|  |                                                                                      |
|  | Microraptor (dromaeossauro)                                                          |
|  |                                                                                      |

|  | Confuciusornis (ave)        |
|  |                             |
|  | Microraptor (dromaeossauro) |
|  |                             |

|  | \| \| Confuciusornis (ave) \| \| \| \| \| \| Microraptor (dromaeossauro) \| \| \| \| |
|  |                                                                                      |
|  | Dromaeosauridae                                                                      |
|  |                                                                                      |
|  | Confuciusornis (ave)                                                                 |
|  |                                                                                      |
|  | Microraptor (dromaeossauro)                                                          |
|  |                                                                                      |

|  | Confuciusornis (ave)        |
|  |                             |
|  | Microraptor (dromaeossauro) |
|  |                             |

|  | \| \| Confuciusornis (ave) \| \| \| \| \| \| Microraptor (dromaeossauro) \| \| \| \| |
|  |                                                                                      |
|  | Dromaeosauridae                                                                      |
|  |                                                                                      |
|  | Confuciusornis (ave)                                                                 |
|  |                                                                                      |
|  | Microraptor (dromaeossauro)                                                          |
|  |                                                                                      |

|  | Confuciusornis (ave)        |
|  |                             |
|  | Microraptor (dromaeossauro) |
|  |                             |

|  | Therizinosauria  |
|  |                  |
|  | Oviraptorosauria |
|  |                  |

|  | \| \| Confuciusornis (ave) \| \| \| \| \| \| Microraptor (dromaeossauro) \| \| \| \| |
|  |                                                                                      |
|  | Dromaeosauridae                                                                      |
|  |                                                                                      |
|  | Confuciusornis (ave)                                                                 |
|  |                                                                                      |
|  | Microraptor (dromaeossauro)                                                          |
|  |                                                                                      |

|  | Confuciusornis (ave)        |
|  |                             |
|  | Microraptor (dromaeossauro) |
|  |                             |

|  | \| \| Confuciusornis (ave) \| \| \| \| \| \| Microraptor (dromaeossauro) \| \| \| \| |
|  |                                                                                      |
|  | Dromaeosauridae                                                                      |
|  |                                                                                      |
|  | Confuciusornis (ave)                                                                 |
|  |                                                                                      |
|  | Microraptor (dromaeossauro)                                                          |
|  |                                                                                      |

|  | Confuciusornis (ave)        |
|  |                             |
|  | Microraptor (dromaeossauro) |
|  |                             |

|  | \| \| Confuciusornis (ave) \| \| \| \| \| \| Microraptor (dromaeossauro) \| \| \| \| |
|  |                                                                                      |
|  | Dromaeosauridae                                                                      |
|  |                                                                                      |
|  | Confuciusornis (ave)                                                                 |
|  |                                                                                      |
|  | Microraptor (dromaeossauro)                                                          |
|  |                                                                                      |

|  | Confuciusornis (ave)        |
|  |                             |
|  | Microraptor (dromaeossauro) |
|  |                             |

|  | \| \| Confuciusornis (ave) \| \| \| \| \| \| Microraptor (dromaeossauro) \| \| \| \| |
|  |                                                                                      |
|  | Dromaeosauridae                                                                      |
|  |                                                                                      |
|  | Confuciusornis (ave)                                                                 |
|  |                                                                                      |
|  | Microraptor (dromaeossauro)                                                          |
|  |                                                                                      |

|  | Confuciusornis (ave)        |
|  |                             |
|  | Microraptor (dromaeossauro) |
|  |                             |

|  | Therizinosauria  |
|  |                  |
|  | Oviraptorosauria |
|  |                  |

|  | \| \| Confuciusornis (ave) \| \| \| \| \| \| Microraptor (dromaeossauro) \| \| \| \| |
|  |                                                                                      |
|  | Dromaeosauridae                                                                      |
|  |                                                                                      |
|  | Confuciusornis (ave)                                                                 |
|  |                                                                                      |
|  | Microraptor (dromaeossauro)                                                          |
|  |                                                                                      |

|  | Confuciusornis (ave)        |
|  |                             |
|  | Microraptor (dromaeossauro) |
|  |                             |

|  | \| \| Confuciusornis (ave) \| \| \| \| \| \| Microraptor (dromaeossauro) \| \| \| \| |
|  |                                                                                      |
|  | Dromaeosauridae                                                                      |
|  |                                                                                      |
|  | Confuciusornis (ave)                                                                 |
|  |                                                                                      |
|  | Microraptor (dromaeossauro)                                                          |
|  |                                                                                      |

|  | Confuciusornis (ave)        |
|  |                             |
|  | Microraptor (dromaeossauro) |
|  |                             |

|  | \| \| Confuciusornis (ave) \| \| \| \| \| \| Microraptor (dromaeossauro) \| \| \| \| |
|  |                                                                                      |
|  | Dromaeosauridae                                                                      |
|  |                                                                                      |
|  | Confuciusornis (ave)                                                                 |
|  |                                                                                      |
|  | Microraptor (dromaeossauro)                                                          |
|  |                                                                                      |

|  | Confuciusornis (ave)        |
|  |                             |
|  | Microraptor (dromaeossauro) |
|  |                             |

|  | \| \| Confuciusornis (ave) \| \| \| \| \| \| Microraptor (dromaeossauro) \| \| \| \| |
|  |                                                                                      |
|  | Dromaeosauridae                                                                      |
|  |                                                                                      |
|  | Confuciusornis (ave)                                                                 |
|  |                                                                                      |
|  | Microraptor (dromaeossauro)                                                          |
|  |                                                                                      |

|  | Confuciusornis (ave)        |
|  |                             |
|  | Microraptor (dromaeossauro) |
|  |                             |

Pela inserção de novos dados fornecidos pelo décimo fóssil de Archaeopteryx descrito numa base de dados cladística principal existente, Mayr et al. (2005) mostrou que o Archaeopteryx estava num clado irmão de um clado consistindo de dois grupos que são tradicionalmente vistos como terópodes não-aves, especialmente o Deinonychosauria e o Troodontidae, assim como as aves mais derivadas, representadas na análise pelo Confuciusornis. Como na hipótese de Paul, neste cenário o Deinonychosauria e o Troodontidae são partes das aves, a linhagem própria, e incapazes de voar secundariamente. Isto é todavia uma questão de definição taxonômica e filogenética.
O Confuciusornis é atualmente considerado mais próximo das aves modernas que o Archaeopteryx; não é razoável ter divergido dos ancestrais das aves modernas muito depois do Archaeopteryx  de qualquer modo, e seu esqueleto é muito diferente de ambos. O aparato de voo é muito mais avançado que no Archaeopteryx, mas para um tipo de condição "intermediária" (apesar de que o ensaio de Mayr et al. talvez indique que ele não estivesse numa posição filogenética intermediária, visto que se revelou um clado irmão do Microraptor). A única coisa que aparece claramente do estudo de Mayr et al. é que das duas aves primitivas comparadas - nenhuma das quais é necessariamente muito próximo aos ancestrais das aves modernas - o Confuciusornis estava mais próximo a um grupo distinto de terópodes, tradicionalmente visto como não-aves, em comparação ao Archaeopteryx.
O ensaio iniciou um debate vigoroso, no qual os autores deixaram claro que eles consideravam seus dados ainda duvidosos para definir se o voo das aves ou se a diversificação terópode principal veio primeiro. Nem as aves mais modernas que o Confuciusornis, nem muitos terópodes interessantes foram incluídos, e então o ponto principal do estudo é solidificar o caso que o voo semelhante ao das aves estava presente não apenas nos ancestrais das aves modernas. Será que o voo foi desenvolvido independentemente várias vezes como sugerido por Barsbold ou apenas uma, com a maioria se não todos os terópodes terrestres sendo incapazes de voar secundariamente, é uma questão não resolvida; embora a avaliação estatística da base de dados temporariamente sugerir a segunda opção, a segurança é insuficiente para chegar a uma conclusão a este respeito.
Em 2007, saliências de penas foram encontradas na ulna (um dos dois ossos do "antebraço") de um Velociraptor, e os pesquisadores concluíram que este terópode tinha penas que pareciam modernas, compostas de uma haste e barbas formadas por farpas. Eles pensaram que isso poderia indicar que o Velociraptor tivesse ancestrais voadores - mas apontaram que as penas talvez tivessem outras funções que o voo, por exemplo para exibição ou para defender um ninho.

### Homologia digital
Há um debate entre embriologistas e paleontólogos se as mãos dos dinossauros terópodes e das aves são essencialmente diferentes, baseados na contagem falângica, a contagem do número de falanges (dedos) na mão. Esta é uma área de pesquisa importante e ferozmente debatida porque seus resultados podem contestar o consenso de que as aves são descendentes dos dinossauros.
Os embriologistas (e alguns paleontólogos que se opõem à ligação ave-dinossauro) por muito tempo tem numerado os dedos das aves como II-III-IV baseados em múltiplos estudos do desenvolvimento no ovo. Isto é baseado no fato de que na maioria dos amniotas o primeiro dígito para formar uma mão de cinco dedos é o dígito IV, que desenvolve um eixo primário. Então, os embriologistas identificam o eixo primário nas aves como dígito IV, e os dígitos existente como II-III-IV. Os fósseis de mãos de terópodes avançados têm os dígitos I-II-III. Se isto for verdadeiro, então o desenvolvimento dos dígitos II-III-IV nas aves é incompatível com a ancestralidade terópode (dinossauro). Todavia, sem base ontogênica para afirmar definitivamente quais dígitos estavam nas mãos dos terópodes (porque terópodes não podem ser observados crescendo e se desenvolvendo hoje, exceto as aves), a designação da mão terópode não é absolutamente conclusiva.
Os paleontólogos tradicionalmente identificam os dígitos das aves como I-II-III. Eles argumentam que os dígitos das aves numeram-se I-II-III, da mesma forma que os dos dinossauros terópodes, pela fórmula falângica conservada. A contagem falângica dos arcossauros é 2-3-4-5-3; muitas linhagens arcossauro têm um número reduzido de dígitos, mas têm a mesma fórmula falângica nos dígitos que permaneceram. Em outras palavras, os paleontólogos afirmam que os arcossauros de linhagens diferentes tendem a perder os mesmos dígitos quando a perda de dígitos ocorre, de fora para dentro. Os três dígitos dos dromaeossauros e do Archaeopteryx têm a mesma fórmula falângica I-II-III dos arcossauros basais. Então, os dígitos perdidos seriam V e IV. Se isto for verdadeiro, as aves modernas também possuiriam os dígitos I-II-III. Além disso, uma equipe de pesquisa propôs uma mudança na estrutura dos dígitos da linha terópode conduzindo às aves (dessa forma transformando o dígito I no dígito II, o II no III, e assim por diante). No entanto, tais mudanças de estrututra são raras nos amniotas e teriam ocorrido somente nos membros dianteiros e não nos traseiros (uma condição atualmente desconhecida em qualquer animal) na linhagem terópode-ave para que fossem consistente com a origem terópode das aves.

## Leitura complementar
- Barsbold, Rinchen (1983): O ptich'ikh chertakh v stroyenii khishchnykh dinozavrov. ["Avian" features in the morphology of predatory dinosaurs]. Transactions of the Joint Soviet Mongolian Paleontological Expedition 24: 96-103. [Artigo original em russo.] Traduzido para o inglês por W. Robert Welsh, cópia fornecida por Kenneth Carpenter e convertida por Matthew Carrano. PDF fulltext
- Bostwick, Kimberly S. (2003): Bird origins and evolution: data accumulates, scientists integrate, and yet the "debate" still rages. Cladistics 19: 369–371. doi:10.1016/S0748-3007(03)00069-0 PDF fulltext
- Dingus, Lowell & Rowe, Timothy (1997): The Mistaken Extinction: Dinosaur Evolution and the Origin of Birds. W. H. Freeman and Company, Nova York. ISBN 0-7167-2944-X
- Dinosauria On-Line (1995): Archaeopteryx's Relationship With Modern Birds. Retrieved 2006-SEP-30.
- Dinosauria On-Line (1996): Dinosaurian Synapomorphies Found In Archaeopteryx. Retrieved 2006-SEP-30.
- Heilmann, G. (1926): The Origin of Birds. Witherby, Londres. ISBN 0-486-22784-7 (1972 Dover reprint)
- Mayr, Gerald; Pohl, B. & Peters, D. S. (2005): A Well-Preserved Archaeopteryx Specimen with Theropod Features. RevistaScience 310(5753): 1483-1486. doi:10.1126/science.1120331
- Olson, Storrs L. (1985): The fossil record of birds. In: Farner, D.S.; King, J.R. & Parkes, Kenneth C. (eds.): Avian Biology 8: 79-238. Academic Press, Nova York.